# Olof Landström
Olof Landström, född 9 april 1943 i Åbo, är illustratör, författare och animatör. Landström har illustrerat barnböcker av författare som Barbro Lindgren, Beppe Wolgers, Peter Cohen, Viveca Lärn, Tomas och Jujja Wieslander, Ulf Stark och Lotta Olsson. Tillsammans med Peter Cohen och Georg Wadenius bildades i början av 1970 filmbolaget POJ där man under 70- och 80-talet producerade animerad film för TV2 som fick stor uppmärksamhet. Med hustrun Lena Landström har Olof skrivit och illustrerat bland annat böckerna om Nisse och hans mamma, fåren Bu och Bä, hönsgårdsdramat Fyra hönor och en tupp och småbarnsböckerna om Pom och Pim. Samtliga titlar har översatts till flera språk.

## Egna böcker
- 1966 - Jonas och den löjliga haren
- 1967 - Blåbärslandet
- 1968 - Kalles klätterträd

## Bilder till
- 1964 - Pohjolan kalavesiltä (antologi), urval av Yrjö Ylänne
- 1965 - Romerska rikets nedgång och fall, text Edward Gibbon (fyra band)
- 1969 - Istiden, text Björn Kurtén
- 1971 - Löjliga familjerna, text Gunnel Linde
- 1972 - Ti, text Kjersti Matthis
- 1972 - Ti och Titti, text K. Matthis
- 1972 - Ti och Titti och Tittut, text K. Matthis
- 1973 - Ur en kos dagbok, text Beppe Wolgers
- 1976 - Kalle och Mia spelar kula, text Anna Carin Eurelius
- 1982 - Här är vi hemma, text Rolf Edberg
- 1988 - Hur man överlever på en öde ö, text Ulf Nilsson
- 1994 - Ruben, text Viveca Lärn
- 2004 - Wallace's Lists, text Barbara Bottner & Gerald Kruglik

### Bilder till text av Barbro Lindgren
- 1971 - GODA' GODA'
- 1971 - Jättehemligt
- 1972 - Världshemligt
- 1989 - Sunkan flyger
- 1998 - Nämen Benny
- 2001 - Jamen Benny
- 2007 - Nöff nöff Benny
- 2010 - apans ABC

### Bilder till text av Peter Cohen
- 1988 - Olssons pastejer
- 1991 - Herr Bohm och sillen
- 1992 - Gustav och snåla glasstanten
- 2002 - Boris glasögon

### Bilder till text av Ulf Stark
- 1991 - Min vän Percys magiska gymnastikskor
- 2007 - Liten och stark
- 2010 - Tyra och storgrubblaren

### Bilder till text av Lotta Olsson
- 2016 - Mitt bland stjärnor
- 2018 - När vi blundar
- 2019 - Just nu

### Bilder till text av Lena Landström
- 2004 - Fyra hönor och en tupp
- 2006 - Bu och Bä får besök
- 2009 - Piggor och suggor
- 2011 - Den mystiska bulan
- 2012 - Mittvinter
- 2012 - Pom och Pim
- 2013 - Var är Pim?
- 2014 - Pom och Pim på natten
- 2017 - Nya tider för piggor och suggor

## Text och bild tillsammans med Lena Landström
- 1990 - Nisses nya mössa
- 1991 - Nisse hos frisören
- 1992 - Nisse på stranden
- 1993 - Nisse går till posten
- 1995 - Bu och Bä i blåsväder
- 1995 - Bu och Bä på kalashumör
- 1996 - Bu och Bä på sjön
- 1996 - Bu och Bä i städtagen
- 1999 - Bu och Bä blir blöta
- 1999 - Bu och Bä i skogen

## Animerade TV-serier och filmer i filmbolaget POJ
- 1973 - Kråkbegravningen
- 1975 - Kalles klätterträd
- 1979 - Farbrorn som inte vill va' stor
- 1984 - Magister Flykt
- 1987 - Herr Bohm och sillen

## Utmärkelser
- 1976 - Prix Jeunesse i München, 1:a pris till filmbolaget POJ för Kalles klätterträd
- 1985 - 2:a pris i Los Angeles och Bratislava för Magister Flykt till filmbolaget POJ
- 1988 - Unisef-juryns hedersomnämnande till filmbolaget POJ för bästa kortfilm för barn på filmfestivalen i Berlin
- 1988 - Prix Jeunesse i München - 1:a pris i kategorin animation för Herr Bohm och sillen till filmbolaget POJ
- 1989 - BMF-Barnboksplaketten tillsammans med Barbro Lindgren för Sunkan flyger
- 1992 - BMF-Barnboksplaketten tillsammans med Lena Landströmoch för Nisse på stranden
- 1992 - Elsa Beskow-plaketten[2]för illustrationerna till Nisse hos frisören (text Lena Landström) samt Herr Bohm och sillen (text Peter Cohen)
- 1992 - Rabén & Sjögrens tecknarstipendium
- 2006 - Expressens Heffaklump tillsammans med Lena Landström för Bu och Bä får besök
- 2009 - Astrid Lindgren-priset tillsammans med Lena Landström